# Rhynchostegiopsis carolae
Rhynchostegiopsis carolae là một loài Rêu trong họ Leucomiaceae. Loài này được Crosby mô tả khoa học đầu tiên năm 1976.